# Groote Polder (Slochteren)
De Groote Polder is een voormalig waterschap in de Nederlandse provincie Groningen.
De polder lag ten oosten en ten westen van Slochteren. De noordoostgrens lag bij de Slochterveldweg, de zuidoostgrens bij het Siepkanaal, de zuidwestgrens bij de Edsersweg en de noordwestgrens bij de Groenedijk. 
De eerste poldermolen verrees in 1783 De huidige molen, de nog steeds functionerende molen De Groote Polder, staat aan de Groenedijk en sloeg uit op de Grootewijk, die in verbinding staat met de Slochter Ae. Bij het Siepkanaal, op de grens van Slochteren en Menterwolde, lag een kleine onderbemaling van 3 ha, om een laagte droog te houden.
Het waterschap betaalde ƒ 12,- per jaar voor het bevaarbaar houden van het Tichelaarskanaal, de westelijke verbinding met de Slochter Ae. Bovendien lag een deel van de polder in het kanaalwaterschap Siepkanaal.
Waterstaatkundig gezien ligt het gebied sinds 2000 binnen dat van het waterschap Hunze en Aa's.